# Holarrhena pubescens
Holarrhena pubescens är en oleanderväxtart som beskrevs av Nathaniel Wallich och George Don jr. Holarrhena pubescens ingår i släktet Holarrhena och familjen oleanderväxter. IUCN kategoriserar arten globalt som livskraftig. Inga underarter finns listade i Catalogue of Life.